# Phytoliriomyza islandica
Phytoliriomyza islandica är en tvåvingeart som beskrevs av Olafsson 1988. Phytoliriomyza islandica ingår i släktet Phytoliriomyza och familjen minerarflugor.
Artens utbredningsområde är Island. Inga underarter finns listade i Catalogue of Life.